# José Daniel Ortega Saavedra
  José Daniel Ortega Saavedra    (La Libertad, 11 de novembre de 1945) és un exguerriller i polític nicaragüenc que actualment exerceix de president de Nicaragua.

## Biografia
Daniel Ortega, de família de classe mitjana, és fill de Daniel Ortega i Lidia Saavedra, tots dos actius opositors a la dictadura d’Anastasio Somoza García. El 1963, va ingressar a la Universitat Centroamericana de Managua. No obstant això, ràpidament va abandonar els seus estudis i es va unir al Front Sandinista d'Alliberament Nacional, que va lluitar contra el règim d’Anastasio Somoza Debayle. El 1967, va ser detingut amb diversos activistes i empresonat; com tots els presos polítics, va ser sotmès a tortures durant els seus anys de detenció. Va ser alliberat el 1974, després de set anys de presó, gràcies a un intercanvi de presoners entre la guerrilla i el règim: un comando sandinista havia capturat un membre de la família Somoza, així com els ambaixadors nord-americans i xilens a Nicaragua.

## Revolució Sandinista

### Junta Nacional de Reconstrucció
Daniel Ortega va ser un dels comandants de la guerrilla del Front Sandinista d'Alliberament Nacional (FSLN), organització que va combatre la dictadura d'Anastasio Somoza Debayle fins que el 19 de juliol de 1979 va aconseguir derrotar-la militarment (Revolució Sandinista) instaurant un govern d'unitat nacional que va prendre el nom de Junta de Reconstrucció Nacional (govern del que va formar part Ortega) en el qual, a més a més dels sandinistes, hi estaven representades les principals formacions opositores a la dictadura i que agrupava representants de les diferents forces d'oposició al règim enderrocat: Daniel Ortega, líder de l'anomenada facció tercerista del FSLN (que insistia en l'acció militar més que en la feina ideològica per fer caure el règim); Sergio Ramírez Mercado (escriptor i simpatitzant sandinista), Moisés Hassan (activista sandinista); Alfonso Robelo Callejas (empresari liberal) i Violeta Barrios de Chamorro (directora del diari liberal La Prensa). Un dia abans, Somoza va nomenar com a successor a Francisco Urcuyo Maliaños
Molt aviat, la junta es va ensorrar, abandonada pels representants dels moviments liberals que no acceptaven el control creixent dels sandinistes sobre els òrgans essencials del poder. Sota el lideratge de Daniel Ortega, les pors dels liberals de veure un règim de tipus socialista establert amb el FSLN en el paper de partit polític en exercici democràcia participativa supervisat pels comitès de defensa.
El règim va nacionalitzar els bancs i les companyies d'assegurances, així com els recursos miners i forestals. Les importacions i exportacions de productes alimentaris es posen sota control estatal. S'aboleix la pena de mort i es despenalitza l'homosexualitat.

### Política social
El govern sandinista tenia prevista una  croada nacional d'alfabetització, que sens dubte constituiria el seu major èxit. Inspirats en els programes desenvolupats a Cuba després de la revolució, milers de patrulles d'alfabetització s'envien per tot el país, dotades amb importants recursos pel govern. Mentre el país es trobava endinsat en una guerra civil, el pressupost destinat a l'educació es va més que duplicar i la taxa d'alfabetització va augmentar un 13% fins al 50 % durant la dècada del 1980. La UNESCO va atorgar a Nicaragua el Premi Nadejda Krúpskaia en reconeixement d'aquests esforços.
El FSLN també va centrar la seva atenció en la millora del sistema sanitari nicaragüenc, sobretot a través de campanyes de vacunació i la construcció d'hospitals públics, que permet, sobretot, reduir a la meitat la mortalitat infantil fins al 40 per mil. En l'àmbit de la reforma agrària, les propietats de la família Somoza i de determinats executius del règim caigut van ser redistribuïdes als camperols o convertides en granges estatals. L'abast de la reforma, però, segueix sent limitat ja que només afectava als propietaris somozistes més notoris i no a tota l'estructura agrària.

### Conflicte amb els Estats Units i insurrecció interna
El govern de Daniel Ortega es va declarar inspirat en el socialisme democràtic de Salvador Allende, tot mostrant una proximitat diplomàtica amb Cuba. En resposta, els Estats Units van posar Nicaragua sota embargament i van donar suport a la Guerra Contra, un moviment d'oposició armat i format per la CIA, perquè el president Ronald Reagan temia un país comunista aliat amb l'URSS a Amèrica.

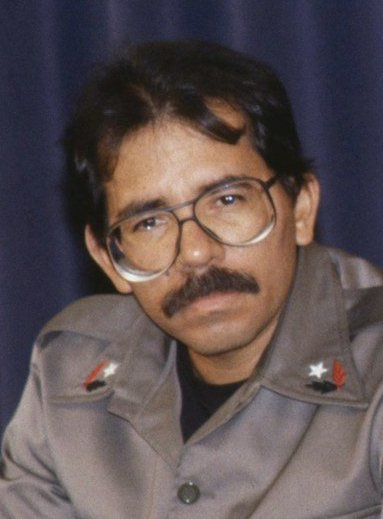
Daniel Ortega el 1989.

El 4 de novembre de 1984 es van celebrar les primeres eleccions presidencials des de l'aixecament armat de 1979, en les quals va sortir victoriós el seu partit (67%), però els Estats Units van rebutjar les eleccions per frau, malgrat la presència massiva d'observadors internacionals. La principal força de l'oposició, la Coordinació Democràtica de Nicaragua, després d'anunciar inicialment la seva participació a les eleccions, finalment va demanar l'abstenció després d'un viatge als Estats Units del seu líder Arturo Cruz. Washington va oferir llavors tres-cents mil dòlars als líders del partit, que van retirari de les llistes per tal de treure tota credibilitat a unes eleccions en què els sandinistes sortien molt afavorits. El 9 de gener de 1987 Daniel Ortega va adoptar una nova constitució.
Els ports del país ja havien estat minats pels Estats Units el març de 1984 per evitar que Nicaragua comerciés amb l'exterior, i la guerra liderada pels Contras va causar prop de 30.000 morts i greus danys a l'economia. Diversos escàndols és donen a conèixer en aquesta guerra: la revelació l'any 1986 de vendes d'armes a l'Iran (Irangate) o del tràfic de cocaïna institucionalitzat per la CIA des de Colòmbia per finançar els contras. El Tribunal Internacional de l'Haia va ordenar als Estats Units l'any 1987 pagar 17.000 milions de dòlars en compensació a Nicaragua, una suma que mai es pagarà.
A finals de 1989, Daniel Ortega va anunciar eleccions anticipades el 1990.

## Després de 1990
El 25 de febrer de 1990, les eleccions anticipades van suposar la derrota del FSLN a favor de Violeta Chamorro, del partit UNO (Unión Nacional Opositora), una aliança de partits contraris al govern sandinista. Daniel Ortega va reconèixer la seva derrota, que va donar molta credibilitat a la voluntat de transparència declarada del règim sandinista, però, tanmateix, va declarar que el FSLN continuaria governant des de sota. Així, un temps abans de la transferència de poder, el govern d'Ortega va registrar el pas a funcionaris del partit d'una fortuna en terrenys privats, confiscat en els primers dies de la revolució. Tot i que suposadament es tractava de dotar el partit de recursos econòmics per continuar la lluita, molts consideraven que aquesta maniobra demostrava la corrupció que s'havia col·locat al FSLN després d'anys de gestió del poder.
El 20 d’octubre de 1996, Ortega va ser de nou derrotat a les eleccions presidencials, el vencedor va ser Arnoldo Alemán del partit liberal AL (Alianza Liberal), després d'unes eleccions marcades pel frau electoral. L'expresident dels Estats Units Jimmy Carter va intervenir personalment per convèncer Ortega que acceptés la derrota malgrat el frau per preservar la pau. Ortega va concloure un pacte de repartiment de poder amb el seu oponent, que va permetre als dos partits, liberal i sandinista, encara que històricament i políticament oposats, controlar la gran majoria de les institucions. Aquest pacte va ser desaprovat per molts intel·lectuals d'esquerres, que el van veure com una traïció als ideals sandinistes. Els partidaris d'aquest pacte asseguraven al contrari que la conquesta del poder requereix compromisos i que el FSLN ja s'havia aliat en el passat amb determinats sectors de la burgesia per lluitar contra la dictadura.
El 4 de novembre de 2001, el liberal Enrique Bolaños, amb el suport dels Estats Units, va guanyar amb un ampli marge amb 56,3 % dels vots, molt per davant de Daniel Ortega, que en va rebre un 42,3%. Daniel Ortega, candidat a la Convergència Nacional (aliança que agrupa el FSLN i diversos partits d'esquerra i de centreesquerra), va ser definit pels seus detractors com amic dels terroristes, per les relacions que va mantenir als anys 80 amb líders àrabs com Moammar al-Gaddafi i Iàssir Arafat.
L'any 2004, Ortega va renovar formalment el pacte amb l'expresident Arnoldo Alemán, malgrat que aquest havia estat condemnat a 20 anys de presó i arrest domiciliari per corrupció i blanqueig de capitals, entre d'altres. Aquests dos líders polítics compten amb un fort suport de les masses populars, sandinistes per a una banda, liberals per a l'altra. Aleshores es van oposar al president Enrique Bolaños, el partit del qual, el PLC (Partit Liberal Constitucionalista), es va mantenir fidel a Alemán.
Diversos opositors al pacte, entre ells Ernesto Cardenal, Herty Lewites i el popular cantant Carlos Mejía Godoy, es van unir a un partit dissident, el Moviment de Renovació Sandinista (MRS), fundat l'any 1995 per Sergio Ramírez
Segons l'ambaixador dels Estats Units a Managua, Paul Trivelli, que està molt implicat en la campanya presidencial del candidat conservador Eduardo Montealegre, Daniel Ortega i el Front Sandinista d'Alliberament Nacional reben regularment diners dels càrtels de la droga per finançar les seves campanyes electorals a Nicaragua. A canvi d'aquests diners, aquest últim ordenaria als jutges que dictin condemnes indulgents contra els traficants detinguts per les forces de seguretat.

### Eleccions de 2006
Les eleccions presidencials del 5 de novembre de 2006 van enfrontar Daniel Ortega (FSLN) a Eduardo Montealegre (ALN, dreta), José Rizo Castellón (PLC, dreta), Edmundo Jarquín Calderón (MRS, esquerra) i Edén Pastora (AC, esquerra). El seu principal rival, Eduardo Montealegre, es va beneficiar del suport del govern sortint i de Washington.
Favorit a les enquestes, Daniel Ortega guanya amb el 37,99 % dels vots (és a dir, 930.862 vots), que li assegura la victòria a la primera volta, amb un còmode avantatge de gairebé 10 punts sobre Eduardo Montealegre, que només treu el 28,30% dels vots. José Rizo es beneficia del 26,21% dels vots, Edmundo Jarquín del 6,44% i Edén Pastora del 0,27%.
Daniel Ortega és escollit president de la República a la primera volta pel seu resultat per sobre del 35% i el seu avantatge de més de cinc punts sobre el seu oponent més proper. La constitució ho estableix així, de manera que es faciliti l'elecció d'un candidat a la primera volta per evitar una segona. Le Figaro creu que aquesta esmena li permet assegurar la seva reelecció, moderant les polítiques socialistes i permetent operar sense interferències a les empreses privades i invertint en programes de salut i educació, sent reelegit el 2011 i el 2016.

## Retorn a la presidència
Daniel Ortega primer volia donar una nova imatge del seu partit, més moderada que el seu passat revolucionari. Paradoxalment, això el va portar a aliar-se amb interessos tradicionalment considerats de dretes, com l'Església catòlica, encara que a Nicaragua està influenciada en part per la teologia de l'alliberament, i en part pels ex- Contras (el seu candidat a la vicepresidència n'és un). Així, el 2006, el camp sandinista va donar suport a un projecte de llei presentat pels diputats liberals (tot i que moderava la gravetat de les penes incorregudes) que prohibeix l'avortament terapèutic (autoritzat des de 1837), llei que va ser aprovada pel Parlament. D'altra banda, l'homosexualitat va ser descriminalitzada el 2007, malgrat l'oposició dels partits de dreta, després d'haver estat sancionada el 1992 pel govern de la Unió Nacional d'Oposició.

### Política econòmica i social
L'investigador nord-americà William I. Robinson creu que Daniel Ortega va seguir una política econòmica moderada, cogovernant amb la patronal, organitzada en el si del Consell Superior de l'Empresa Privada (Cosep), abans que aquesta darrera esclatés arran de les manifestacions del 2018. Això no va impedir que el president sandinista renacionalitzés els sectors sanitari i educatiu, augmentés la despesa social i invertís en infraestructures.
Nicaragua va experimentar un desenvolupament econòmic important entre 2007 i 2019, amb el seu PIB duplicant-se durant aquest període, facilitant una reducció de la pobresa de 30%, la taxa d'homicidis més baixa de l'Amèrica Central, i la construcció d'infraestructures bàsiques (carreteres, clavegueres, subministrament d'aigua potable) que sempre havien mancat en la història del país.
Pel que fa a la política social, s'eliminen les taxes escolars, mentre que els hospitals i centres sanitaris públics tornen a ser accessibles de manera gratuïta. Amb l'ajuda de Cuba es va iniciar una nova política de lluita contra l'analfabetisme (l'analfabetisme s'havia desenvolupat des de la presidència Chamorro) i l' Operació Miracle permet oferir cirurgies oculars gratuïtes a la població. Finalment, s'aplica al camp un pla fam zero, consistent en una distribució als més pobres de productes agrícoles i una suma de diners per possibilitar el desenvolupament de petites explotacions.

### Política exterior

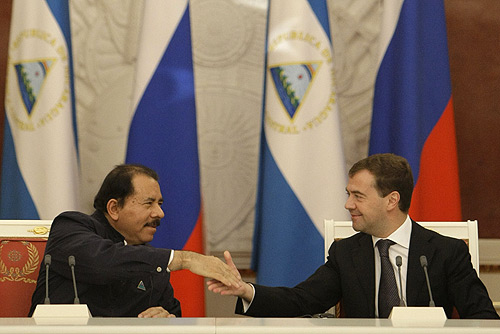
Amb Dmitri Medvédev, a Moscou, 18 de desembre de 2008.

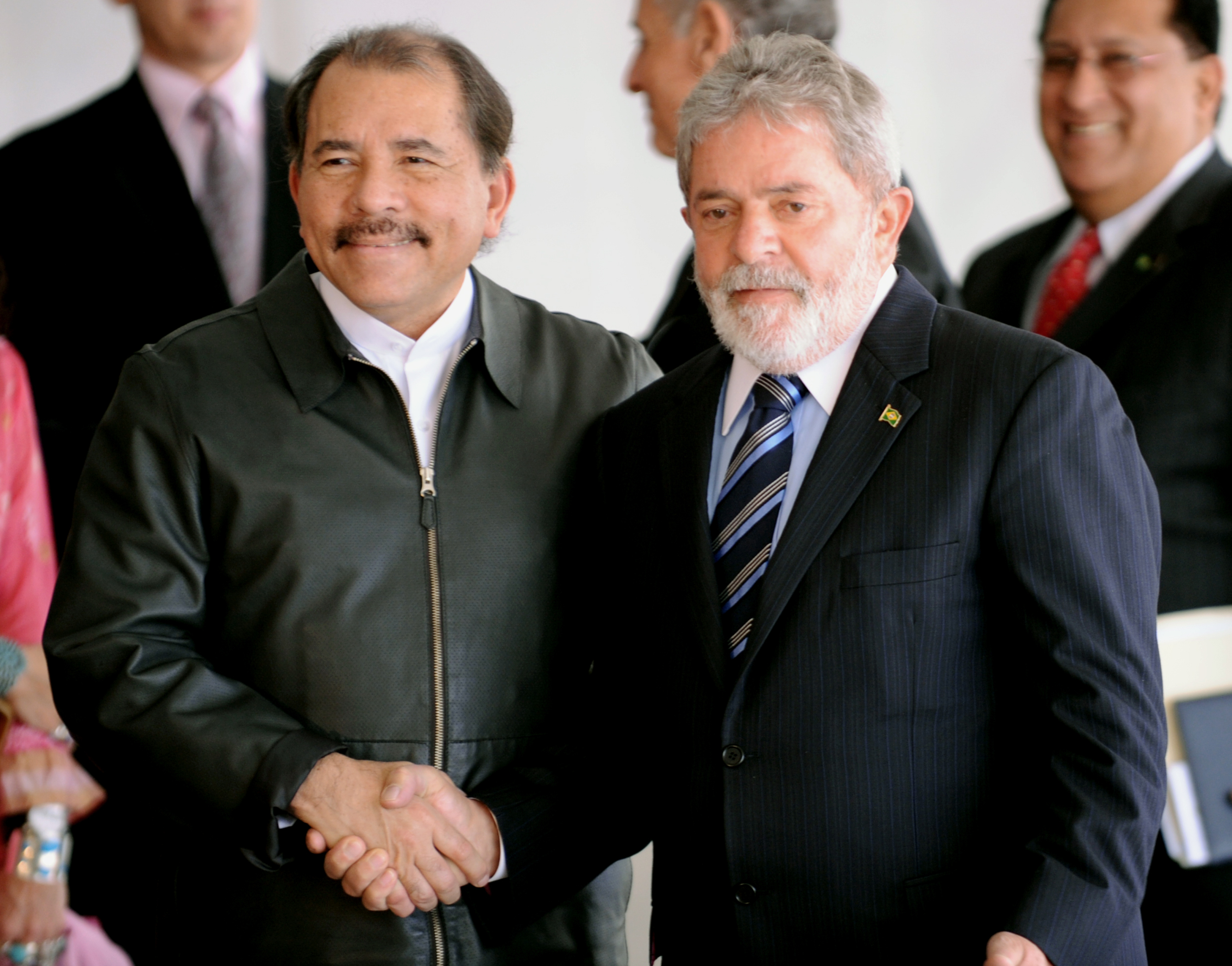
Lula dóna la benvinguda a Daniel Ortega al palau d'Itamaraty, el 28 de juliol de 2010.

Daniel Ortega dóna suport en particular a les demandes nacionals de Palestina, Ossètia del Sud, i el Sàhara Occidental Igual que Raúl Castro Ruz, Baixar al-Àssad, Mahmud Ahmadinejad, Evo Morales i Hugo Chávez, va donar suport obertament al coronel Gaddafi a l'inici de la guerra a Líbia el 2011, per solidaritat antiimperialista i en record del suport prestat per Líbia en la lluita contra la dictadura de Somoza, i després contra els contras. Nicaragua també es va unir a l'Aliança Bolivariana per les Amèriques (ALBA) el 2007. Ortega denuncia el cop d'estat realitzat el 2009 a Hondures contra Manuel Zelaya. i el 2012 al Paraguai contra Fernando Lugo. També critica la destitució de la presidenta brasilera Dilma Rousseff el 2016, lamentant el retorn del neoliberalisme. Daniel Ortega també està a prop de la Rússia de Vladímir Putin i de Bielorússia d’Aleksandr Lukaixenko.
Sembla simpatitzar amb la guerrilla colombiana de les FARC a qui descriu com a germans mentre donava asil polític als guerrillers que van sobreviure al bombardeig del seu camp el 2008. i oferia asil polític el 2009 al líder indígena peruà Alberto Pizango, acusat de rebel·lió per les autoritats del seu país.
Les seves relacions amb els Estats Units, que finança els partits polítics nicaragüencs i les ONG de l'oposició, són tenses. Des del 2018, les institucions nicaragüencs i personatges polítics propers a Ortega estan subjectes a sancions decidides per l’administració Trump. El 2021, l’administració Biden va introduir la Llei Renacer, una sèrie de mesures que inclouen l'enfortiment, en coordinació amb el Canadà, la Unió Europea i els països llatinoamericans, de les sancions estatunidenques. A més, el text amplia el seguiment dels préstecs concedits a Nicaragua per les institucions financeres internacionals.

### Medi ambient
Considerat com un dels països que es veurà més afectat en el futur per l'escalfament global i, tanmateix, poc contaminant, Nicaragua es troba el 2016 entre els pocs països que no han signat l'acord climàtic de París. El govern de Nicaragua havia demanat que els principals responsables del canvi climàtic s'impliquessin més, i considerava que l'acord no era prou vinculant.
Nicaragua ha rebutjat projectes miners del grup canadenc B2 Gold que podrien suposar una amenaça per al medi ambient.

### Eleccions de 2011
El mandat presidencial és renovable una vegada de manera no consecutiva amb un màxim de dos mandats per al titular. Aquest límit de mandat es va eludir el 2009 per permetre a Daniel Ortega presentar-se per un tercer mandat, el segon consecutiu.
Les eleccions presidencials van tenir lloc el 6 de novembre de 2011, al mateix temps que les eleccions legislatives. Segons els resultats finals, Daniel Ortega és reelegit amb el 62,65% dels vots a la primera volta, mentre que el Front Sandinista va obtenir 63 diputats, entre ells 34 dones. Després de l'anunci dels resultats, part de l'oposició es va negar a reconèixer-los i van esclatar les manifestacions que van deixar quatre morts i una desena de ferits. El 10 de gener de 2012, Ortega va iniciar un segon mandat de cinc anys al capdavant del país.

### Eleccions 2016y
La revisió constitucional de 2014 deroga el límit de mandat constitucional.
La candidatura d'Ortega es va registrar l'agost de 2016 per a les eleccions presidencials del 6 de novembre. L'acompanya la seva dona Rosario Murillo, poeta i activista sandinista que aleshores exercia com a portaveu del govern, com a candidata a vicepresident. Mentre l'oposició denuncia una maniobra nepotista, Ortega justifica aquesta elecció amb la intenció de fomentar la participació de les dones en la vida política. Aquesta candidatura es considera àmpliament afavorida, a causa de la forta popularitat del president, l'èxit dels programes socials (la taxa de pobresa va baixar del 42,5% fins al 30% entre 2009 i 2014), mentre que l'oposició, molt dividida, presenta cinc candidatures diferenciades.
Al mateix temps, el Partit Liberal Independent (PLI), un dels principals partits de l'oposició, es veu penalitzat per disputes internes. A l'espera de la renovació del Parlament per les eleccions legislatives del 6 de novembre (concurrents a les eleccions presidencials), la direcció del PLI va revocar els mandats de 16 diputats que s'havien negat a complir els nous estatuts del partit en una crida davant el Consell Suprem electoral, i la candidatura presidencial de Luis Callejas, antic contra escollit per la direcció anterior, és rebutjada a favor de José del Carmen Alvarado Ruíz.
Daniel Ortega és reelegit en primera volta amb el 72% dels vots, que va provocar reaccions molt crítiques del Departament d'Estat dels Estats Units. Els parlamentaris nord-americans havien aprovat recentment la Nica Act, que permetia als Estats Units bloquejar els préstecs contractats per Nicaragua a les organitzacions financeres internacionals.

### Protestes 2018-2019

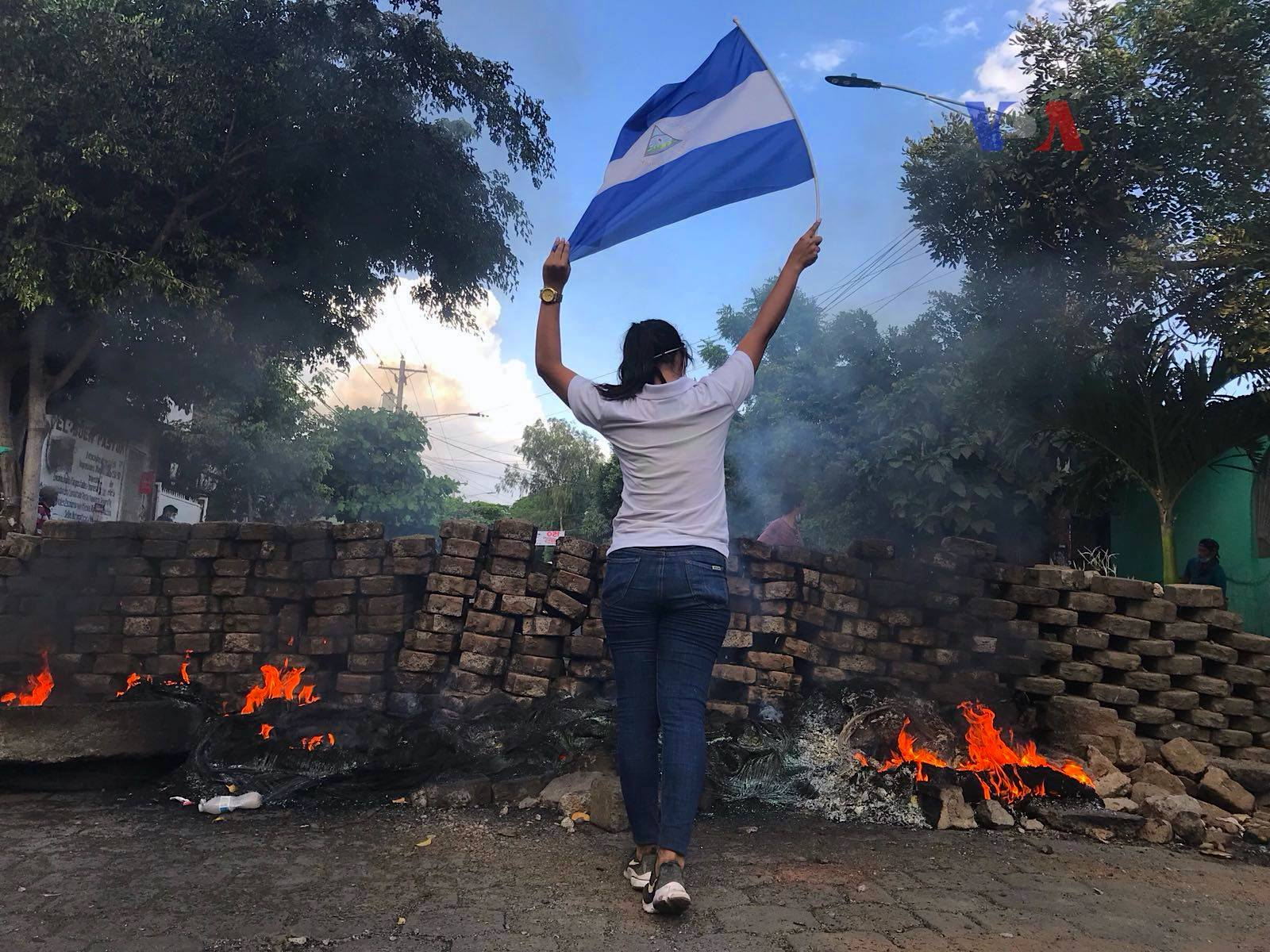
Un manifestant sosté la bandera de Nicaragua prop d'una barricada el 20 d’abril de 2018

A principis del 2018, Daniel Ortega va liderar una reforma de les pensions destinada a augmentar les cotitzacions tant d'empresaris com d'empleats i reduir un 5% l'import de les pensions per reduir el dèficit de la seguretat social, per recomanació del Fons Monetari Internacional. Van seguir les manifestacions que van portar el govern a retirar el projecte de reforma i els manifestants a exigir la sortida immediata d'Ortega del poder. Els enfrontaments entre manifestants i cossos policials van deixar 280 morts i prop de 2.000 ferits entre l'abril i l'agost del 2018. A finals del 2018, Amnistia Internacional va registrar 320 morts, moltes d'elles joves. La premsa vinculada al poder els presenta com terroristes, volent fer una rebel·lió. A principis d'octubre, es van prohibir les concentracions de l'oposició i des d'aleshores els seus líders han estat rastrejats fins a casa seva, tal com va esmentar una missió de l'ONU. Els manifestants critiquen especialment el president Ortega per haver subvertit la revolució sandinista, per haver-se enriquit gràcies a l'ajuda veneçolana i per haver fet tot per mantenir-se al poder. Així, Le Figaro estima que es va convertir en un tirà i governa per la por i la violència. El sistema de mitjans està tancat amb cadenat, les principals cadenes de ràdio i televisió, així com les empreses de publicitat, s'han distribuït a familiars del cap de l'Estat i la seva dona, els mitjans de l'oposició han d'operar de manera clandestina. La vicepresidenta Rosario Murillo, la seva dona, gestiona les comunicacions del règim assimilant els opositors de les televisions estatals a vampirs assedegats de sang. Les lleis exigeixen que els mitjans de comunicació i les ONG finançades per l'estranger denuncien a les autoritats i autoritzin l'empresonament de persones que difonguin informació que les autoritats creuen que és falsa.

### Eleccions 2021

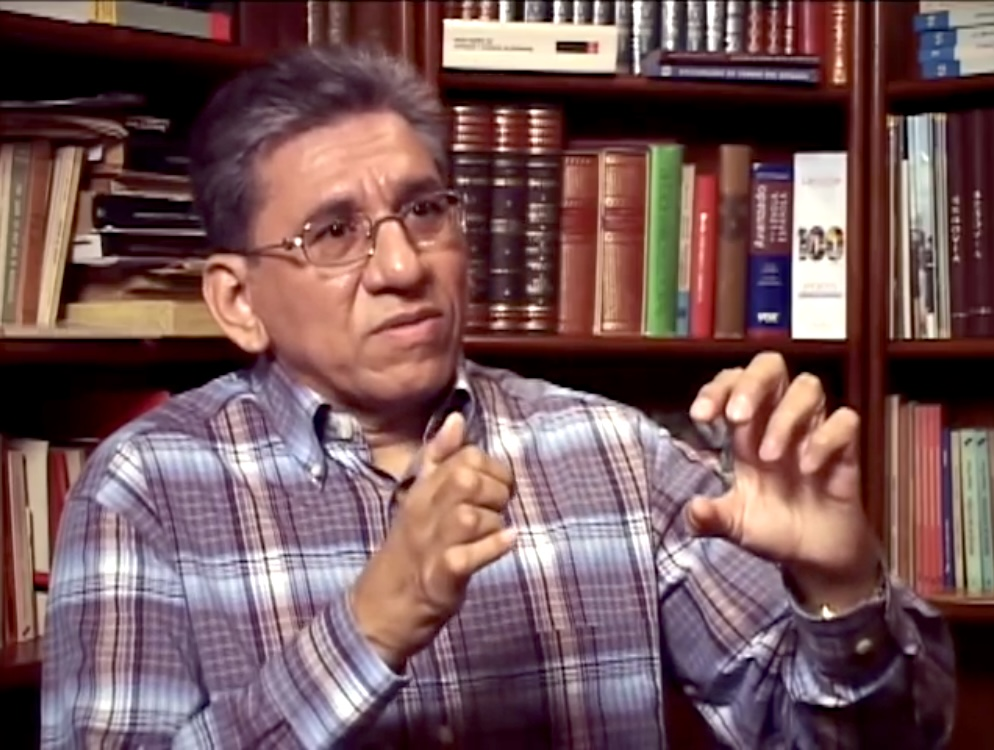
El 2019, Humberto Ortega va demanar al seu germà que alliberés els candidats presidencials i la transparència de les eleccions

Es presenta a la reelecció a les eleccions presidencials del 2021. Segons una llei aprovada el 2020, set líders polítics que havien expressat la seva intenció de presentar-se contra ell van ser empresonats o detinguts a casa seva, inclosa Cristiana Chamorro, que semblava ser la seva competidora més amenaçadora. A més, des de la primavera s'han detingut al voltant d'un centenar de personalitats polítiques i activistes dels drets humans, amb crítiques de l'ONG Human Rights Watch, la Cort Interamericana de Drets Humans i l'ONU, mentre els Estats Units prenen sancions contra les autoritats del país. Els metges que alerten sobre la pandèmia de la Covid-19 també estan preocupats. Per a Daniel Ortega, els seus oponents són només criminals que busquen enderrocar-lo amb l'ajuda dels Estats Units. Un cert nombre es va exiliar a l'estranger. Segons Manuel Orozco, investigador de l'Inter-American Dialogue, un grup de reflexió amb seu a Washington, 600.000 nicaraguencs, o sigui el 8,7% de la població, va sortir del país entre 2019 i 2022.
Daniel Ortega és finalment reelegit amb la seva dona. Oficialment van obtenir el 75% dels vots, però l'absència d'observadors independents no permet confirmar el resultat. A més, s'anuncia que la taxa de participació és del 65%, però l'observatori independent Urnas abiertas estima l'abstenció en més del 80%. Les condicions d'aquestes eleccions són qüestionades per les Nacions Unides, la Unió Europea, els Estats Units i l'Organització dels Estats Americans, que consideren que no existien condicions per unes eleccions justes, democràtiques i observables.
El novembre de 2022, el Front Sandinista d'Alliberament Nacional va guanyar els 153 municipis de Nicaragua a les eleccions municipals. L'absència d'oposició és tal que el règim al poder ha creat  nous pseudopartits que presentin almenys una llista contra els candidats oficials.

### Repressió dels oponents

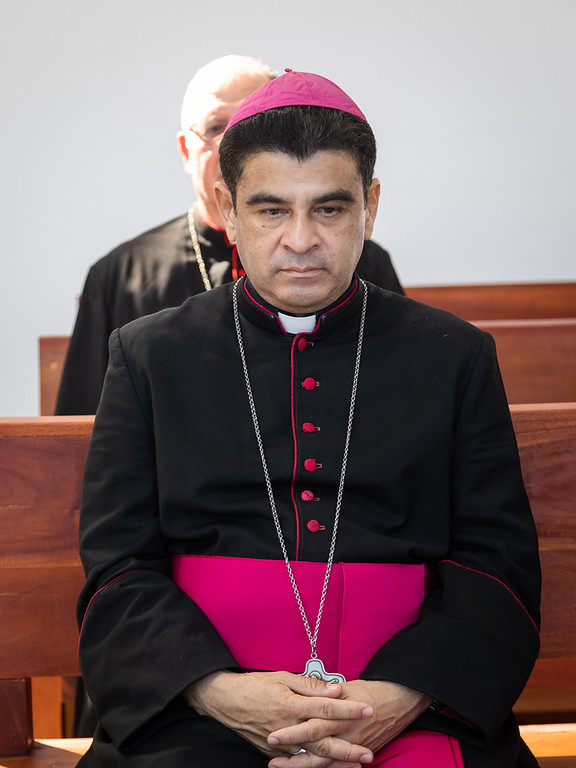
Rolando José Álvarez Lagos, condemnat a 26 anys de presó.

A principis de 2023, les organitzacions de drets humans estimen el nombre de presos polítics a Nicaragua en unes 240 persones (antics candidats a la presidència, dissidents del moviment sandinista i fins i tot sacerdots).

#### Expulsions i pèrdua de la nacionalitat
El 9 de febrer, 222 d'ells van ser alliberats i deportats als Estats Units, després es refugien principalment a Costa Rica, els Estats Units o Espanya. A més, són declarats traïdors a la pàtria i privats de la seva nacionalitat nicaragüenca. Després, 94 opositors al règim de la parella Ortega-Murillo, ja a l'exili, també van ser privats de la seva nacionalitat nicaragüenca.
El bisbe de Matagalpa, Rolando José Álvarez Lagos, es nega a ser deportat als Estats Units a canvi de la seva llibertat, després és condemnat a vint-i-sis anys de presó i se li desposseeix de la nacionalitat.

#### L'assetjament
El règim de Daniel Ortega està posant en marxa un nou sistema de repressió dels opositors. Aquests últims són detinguts a la nit, a casa, estan acusats per conspiració o difondre notícies falses. Després són alliberats però han de presentar-se cada dia a la comissaria. Per a l'advocat Eliseo Nuñez: «El fet d'haver-se d'apuntar cada dia, a vegades a diverses desenes de quilòmetres de casa seva, els fa la vida impossible, i ha empès alguns a l'exili, una manera més de desactivar les cèl·lules de l'oposició que encara podrien estar actives al país». A més, s'ha suspès l'autorització per exercir a vint-i-set advocats, se'ls acusa de traïció a la pàtria.

## Naturalesa de la presidència de Daniel Ortega

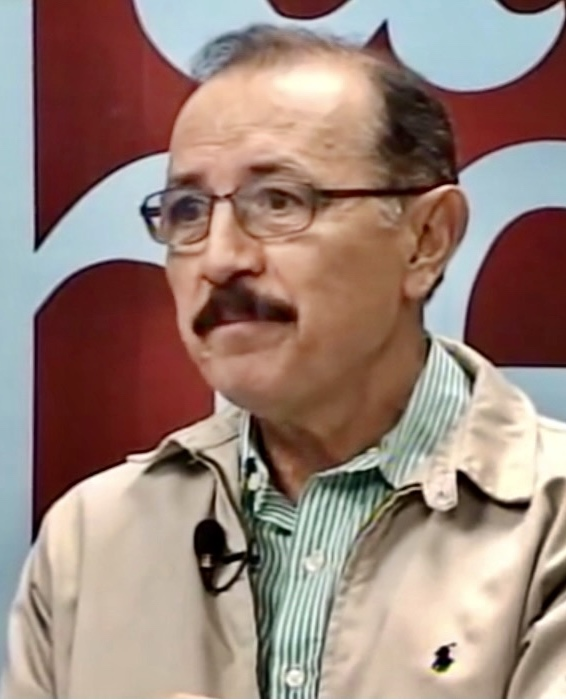
Hugo Torres Jiménez, va morir a la presó el 2022.

L'activista nicaragüenca Bianca Jagger va donar suport al règim sandinista en els seus primers anys aleshores, considerant que va trair la revolució, va crear l'any 2005 la Fundació de Drets Humans Bianca Jagger, per tal de dur a terme la seva lluita contra el dictador Daniel Ortega.
Daniel Ortega, a causa de les reiterades violacions dels drets humans, és objecte de crítiques per part d'ONG com Amnistia Internacional, mentre que sovint es considera que el seu règim ha pres un gir autoritari. És qualificat d’autocràtic o fins i tot de dictadura per part de la redacció de certs mitjans (Le Monde, El País, Libération o La Croix). El lloc d'investigació llatinoamericà Connectas ?, retransmès per Courrier international, el descriu com dictador actual.
Humberto Ortega va criticar la deriva autoritària del seu germà Daniel Ortega. Li va demanar que alliberés els presos polítics i el va culpar de la mort, l'any 2022 a la presó, d'Hugo Torres Jiménez, un dels herois de la revolució sandinista. Sergio Ramírez, vicepresident de Daniel Ortega de 1985 a 1990, afirma el 2018: "Sí, el règim de Daniel Ortega és una dictadura".

## Família
El 1978 va conèixer la poeta Rosario Murillo, amb qui es va casar. A partir del 10 de gener de 2017 va esdevenir vicepresidenta de Nicaragua El seu germà, Camilo Ortega, compromès contra els Somoza, va morir sota tortura el 1978. El seu altre germà Humberto Ortega va ser un dels líders de la revolució sandinista abans de ser ministre de Defensa de Nicaragua. Té fama de ser un empresari milionari.
El 1998, Zoilamérica Ortega Murillo, filla de Rosario Murillo, adoptada per Daniel Ortega, va presentar una denúncia contra ell per agressió al pudor, assetjament sexual i violació. Afirma haver estat abusada repetidament des dels onze anys. Rosario Murillo i els altres fills dels germans discuteixen aquestes acusacions. La denúncia va ser desestimada el 29 de maig pel jutge instructor de Managua per defectes formals. Zoilamérica Ortega Murillo es va exiliar a Costa Rica
Els altres vuit fills de Rosario Murillo romanen a Nicaragua. Tots tenen el títol de conseller presidencial. Controlen la distribució de petroli i gas amb l'empresa Albanisa. Amb els beneficis del petroli, van invertir en hotels, fusta, seguretat, energies renovables. La majoria tenen canals de televisió o agències de publicitat. Segons un empresari, la fortuna del clan és incalculable. No obstant això, diversos testimonis indiquen que viuen en una mena de presó daurada. Han d'obtenir el vist-i-plau de Rosario Murillo per a cada decisió de la seva vida.